# 渋谷区立神南小学校
渋谷区立神南小学校（しぶやくりつ じんなん しょうがっこう）は、東京都渋谷区宇田川町にある公立小学校。宇田川町の住宅地に所在する。

## 概要
学校は北に明治神宮、東京都立代々木公園、国立代々木競技場など都内でありながら緑の多い学習環境に恵まれた地域である。主要な交通は山手線の渋谷駅と原宿駅、東京メトロ千代田線の明治神宮前駅と代々木公園駅があり、恵まれた環境と交通の便の良い住宅地域にある。敷地と校舎は東と西側が公道に面し、北は渋谷区役所（2019年1月から新庁舎）と南側は住宅地で、東側に正門がある。

## 沿革
経緯
- 1940年（昭和15年） - 「東京市渋谷区大和田尋常小学校」は、NHK全国学校音楽コンクールに於いて優勝した。
- 1964年（昭和39年） - 渋谷区立大向小学校が、現在の神南小学校の所在地（宇田川町5番1号）へ移転。この場所は、終戦までは衛戍監獄（陸軍刑務所）、その後はワシントンハイツが建設された。 なお、大向小学校（初代）の跡地には東急百貨店本店（2023年1月末営業終了）とBunkamuraが開業した。
- 1997年（平成9年）
  - 4月1日 - 渋谷区立渋谷小学校、渋谷区立大和田小学校、渋谷区立大向小学校の3校が統合され、大向小学校（二代目）の場所に渋谷区立神南小学校として設立。
  - 5月27日 - 校歌・校章制定。制定式挙行。この日を開校記念日と定めた。
- 1998年（平成10年）3月24日 - 全校児童制作による創立記念『神南小学校校歌』完成。
- 2001年（平成13年）12月21日 - 創立5周年記念児童集会開催。
- 2002年（平成14年）3月6日 - 耐震工事（特別教室などの改修工事）。
- 2004年（平成16年）
  - 8月31日 - 校庭人工芝工事完了。
  - 9月30日 - 「子ども家庭支援センター」開設に伴う、C棟地下1階・2階の改修工事完了。
- 2005年（平成17年）9月30日 - 校舎外壁・体育館内装改修工事完了。
- 2006年（平成18年）1月30日 - 「放課後クラブ」開設。
- 2007年（平成19年）5月26日 - 創立10周年記念式典挙行。
- 2009年（平成21年）3月11日 - 普通教室改修工事完了。
- 2010年（平成22年）3月31日 - 子ども家庭支援センターの神南分庁舎への移転に伴う教室改修工事終了。
- 2011年（平成23年）3月31日 - 普通教室増設工事完了。
- 2012年（平成24年）
  - 2月5日 - プール前開放通路と一部プール部分耐震補強工事終了。
  - 11月17日 - 創立15周年記念集会開催。
- 2013年（平成25年）4月4日 - 児童増に伴い、教室増設工事完了。
- 2017年（平成29年）
  - 3月31日 - 児童増に伴い、教室増設工事完了。
  - 12月9日 - 創立20周年記念式典挙行。

この節の出典
- 神南小学校沿革（学校ホームページ内）（昭和時代の記載を除く）

### 建て替え計画
渋谷区は2022年（令和4年）、教育目標や長寿命化計画を踏まえ、「未来の学校のコンセプト」と「新しい学校施設整備に当たっての考え方」の概要をまとめ、「渋谷区新しい学校づくり整備方針（2023年3月）、渋谷区立小学校と中学校の建て替えロードマップ」を発表した。改築中の移転先は、旧青山病院跡地の「青山キャンパス」（近隣の青山学院大学とは無関係）と称する、複数の区立学校の仮設校舎となる。
- 基本計画・設計期間 - 2022年度（令和4年）〜 2025年度（令和7年）
- 工事期間（解体1年、建築2年） - 2026年度（令和8年）〜 2028年度（令和10年）

## 教育方針
教育目標
「礼儀正しく思いやりのある人間」「社会に貢献しようとする人間」「個性と創造力豊な人間」
小学校の児童数と教員数
| 年度     | 児童総数 | 1年生 | 2年生 | 3年生 | 4年生 | 5年生 | 6年生 | 教員数 | 職員数 |
| -------- | -------- | ----- | ----- | ----- | ----- | ----- | ----- | ------ | ------ |
| 平成23年 | 404人    | 66人  | 70人  | 74人  | 68人  | 70人  | 56人  | 31人   | 7人    |
| 平成24年 | 407人    | 64人  | 63人  | 73人  | 72人  | 66人  | 69人  | 33人   | 7人    |
| 平成25年 | 414人    | 75人  | 64人  | 65人  | 72人  | 71人  | 67人  | 34人   | 6人    |
| 平成26年 | 413人    | 64人  | 74人  | 65人  | 67人  | 74人  | 69人  | 35人   | 6人    |
| 平成27年 | 246人    | 59人  | 44人  | 59人  | 28人  | 28人  | 28人  | 17人   | 3人    |
| 平成28年 | 441人    | 84人  | 82人  | 67人  | 79人  | 62人  | 67人  | 35人   | 6人    |
| 平成29年 | 460人    | 77人  | 84人  | 83人  | 73人  | 78人  | 65人  | 36人   | 6人    |
| 平成30年 | 453人    | 65人  | 74人  | 80人  | 83人  | 75人  | 76人  | 35人   | 6人    |
| 令和元年 | 464人    | 94人  | 68人  | 74人  | 78人  | 79人  | 71人  | 32人   | 5人    |
| 令和2年  | 480人    | 98人  | 88人  | 68人  | 73人  | 76人  | 77人  | 34人   | 4人    |
| 令和3年  | 475人    | 71人  | 98人  | 87人  | 71人  | 70人  | 78人  | 37人   | 4人    |
| 令和4年  | 479人    | 88人  | 72人  | 91人  | 86人  | 71人  | 71人  | 37人   | 7人    |
| 令和5年  | 482人    | 83人  | 85人  | 70人  | 92人  | 83人  | 69人  | 40人   | 7人    |

## 学校行事
放課後クラブ
放課後クラブは、保護者の就労状況にかかわらず、全ての児童を対象とし、学校や地域との連携により、児童一人一人を健やかに育てていくための事業である。校庭、体育館、図書館、特別教室など、学校施設を活用して活動する。

## 通学区域
子供が通学する学校は、住所により指定されている、また、2004年（平成16年）から学校選択希望制を導入しており、入学を希望する学校を選べる。学校選択希望制は、現行の通学区域を維持したうえで、通学区域外の学校を希望することが出来る制度で、特色のある学校づくりや地域に開かれた学校づくりを推進し、区民から選ばれる学校づくり等を図る。
住所別通学区域
| 宇田川町、桜丘町 南平台町、円山町 神泉町 | 神南 一丁目 -二丁目 | 道玄坂 一丁目 -二丁目 | 松濤 一丁目 -二丁目 | 渋谷 一丁目 | 渋谷 二丁目 | 渋谷 三丁目                  | 神宮前 五丁目 | 神宮前 六丁目  | 神山町   | 代々木 神園町 |
| ---------------------------------------- | ------------------- | --------------------- | ------------------- | ----------- | ----------- | ---------------------------- | ------------- | -------------- | -------- | ------------- |
| 全域                                     | 全域                | 全域                  | 全域                | 全域        | 13 - 24番   | 4 - 11番 16 - 23番 27 - 29番 | 20 - 53番     | 12番 15 - 27番 | 4 - 42番 | 2番           |

通学区域では調整区域を設けている、通学の距離等を考慮し保護者の申請により指定校の変更が出来る区域。
調整区域
| 希望校     | 指定校     | 町丁名              | 番                      |
| ---------- | ---------- | ------------------- | ----------------------- |
| 神南小学校 | 富谷小学校 | 神山町 富ヶ谷一丁目 | 1 - 3番、43番 12 - 43番 |

## 学校周辺
- 子育てネウボラ - 同一敷地内
- 渋谷区役所 - 敷地が隣接
- 東京法務局渋谷出張所
- 渋谷税務署
- NHK放送センター
- 株式会社子供の森グループ渋谷もりのこ保育園神南
- なお、本校は渋谷駅に近いため、渋谷PARCOなどの大型商業施設や宿泊施設なども点在する。

## 交通
路線バス
- 都営バス・京王バス「渋66」系統で、
  - 「宇田川町」バス停（阿佐ヶ谷駅前行）から、徒歩約120m・約2分（最短ルート移動した場合）。
  - 「東急百貨店本店前」バス停（渋谷駅前行）から、徒歩約350m・約6分（最短ルート移動した場合）。
    - 学校周辺は一方通行となっている為、往路と復路で運行ルートが異なる。

鉄道
- 渋谷駅から徒歩。
  - 最も近い東急田園都市線・東京メトロ半蔵門線A3b出口から、徒歩約555m・約9分。
  - 最も遠いJR山手線・埼京線西口から、徒歩約855m・約13分。

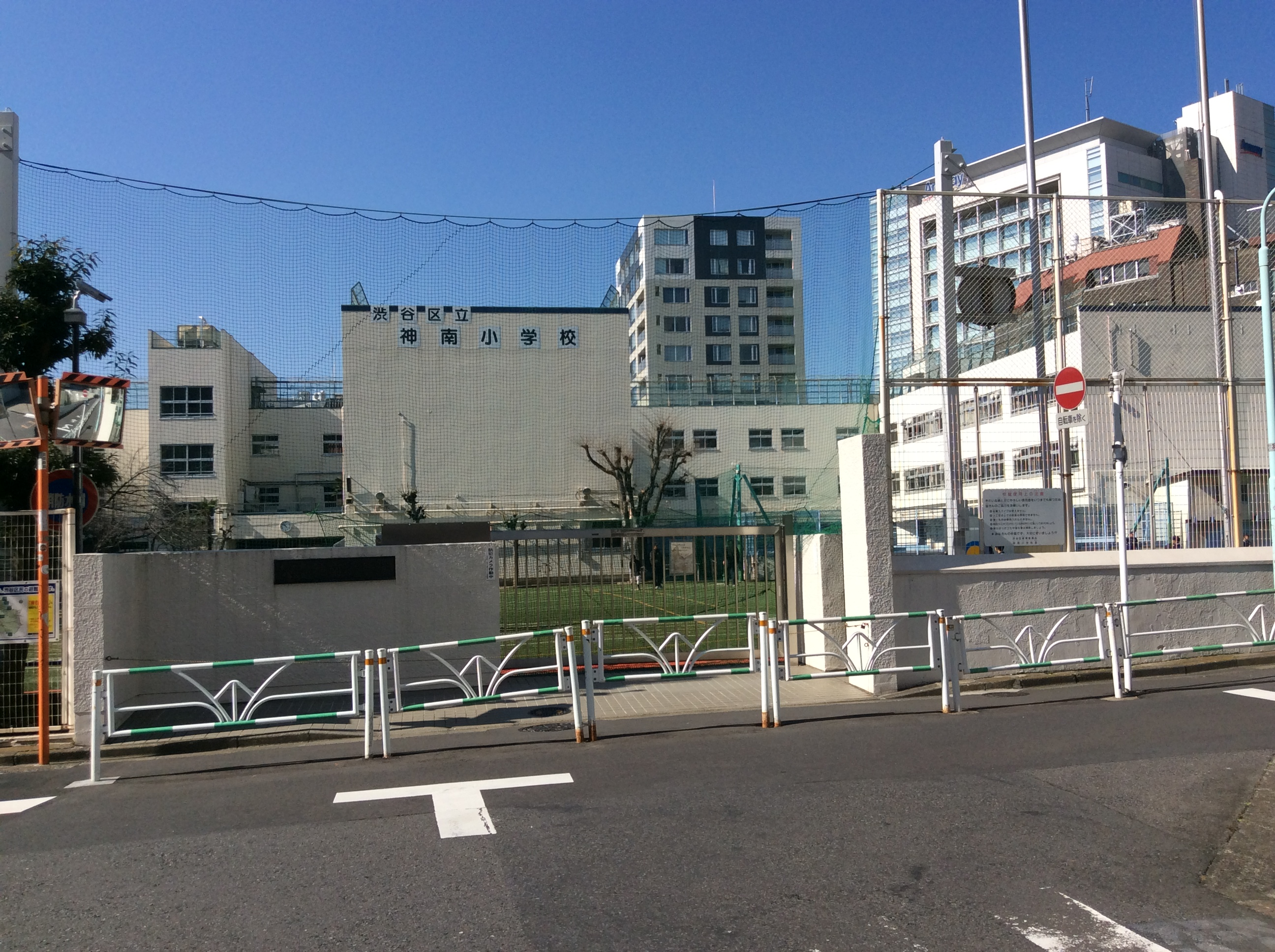
東側通用門から校庭と校舎を見る（2015年2月撮影）